# Avió d'abastament

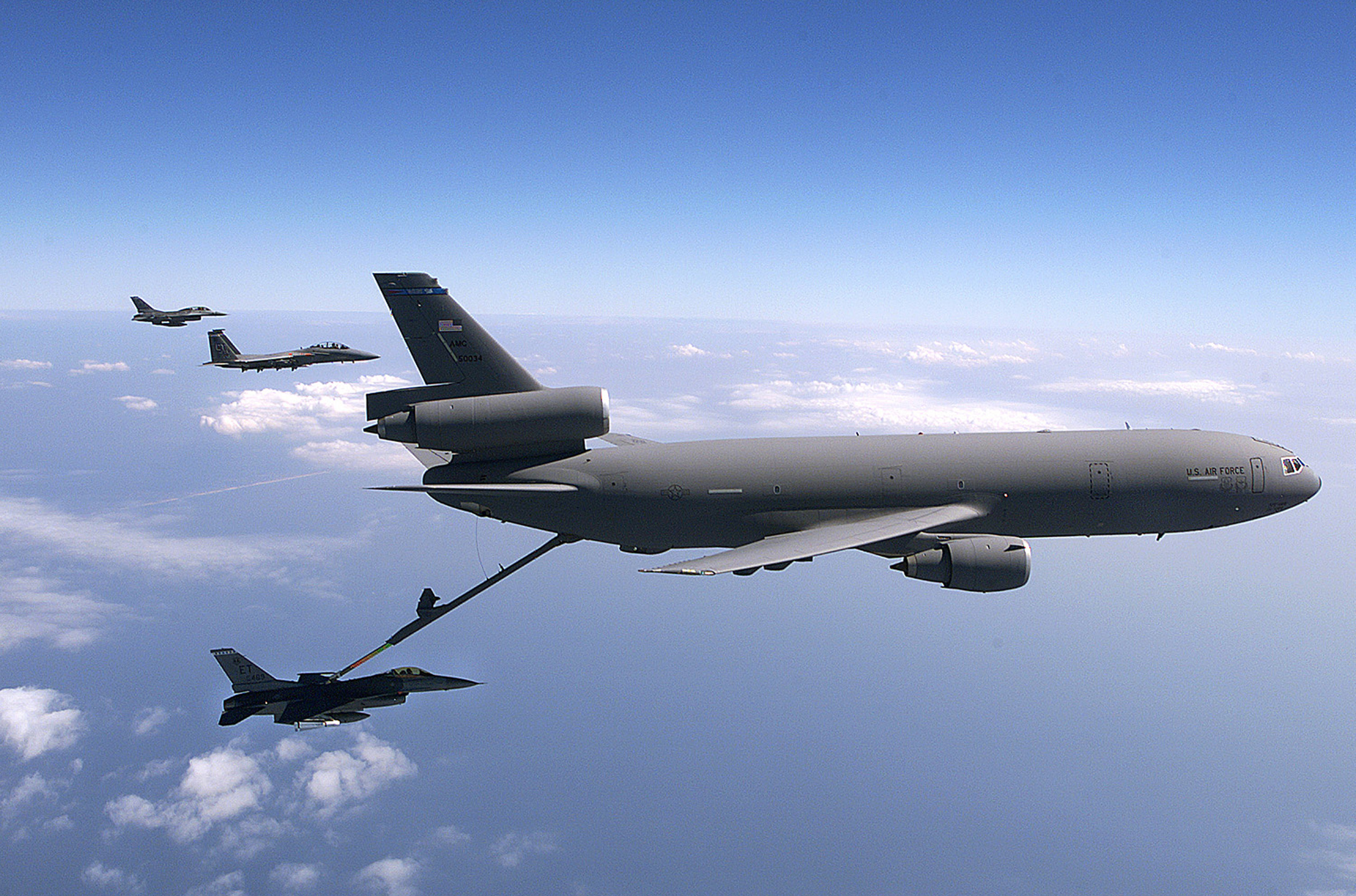
Un KC-10 Extender abastint un F-16.

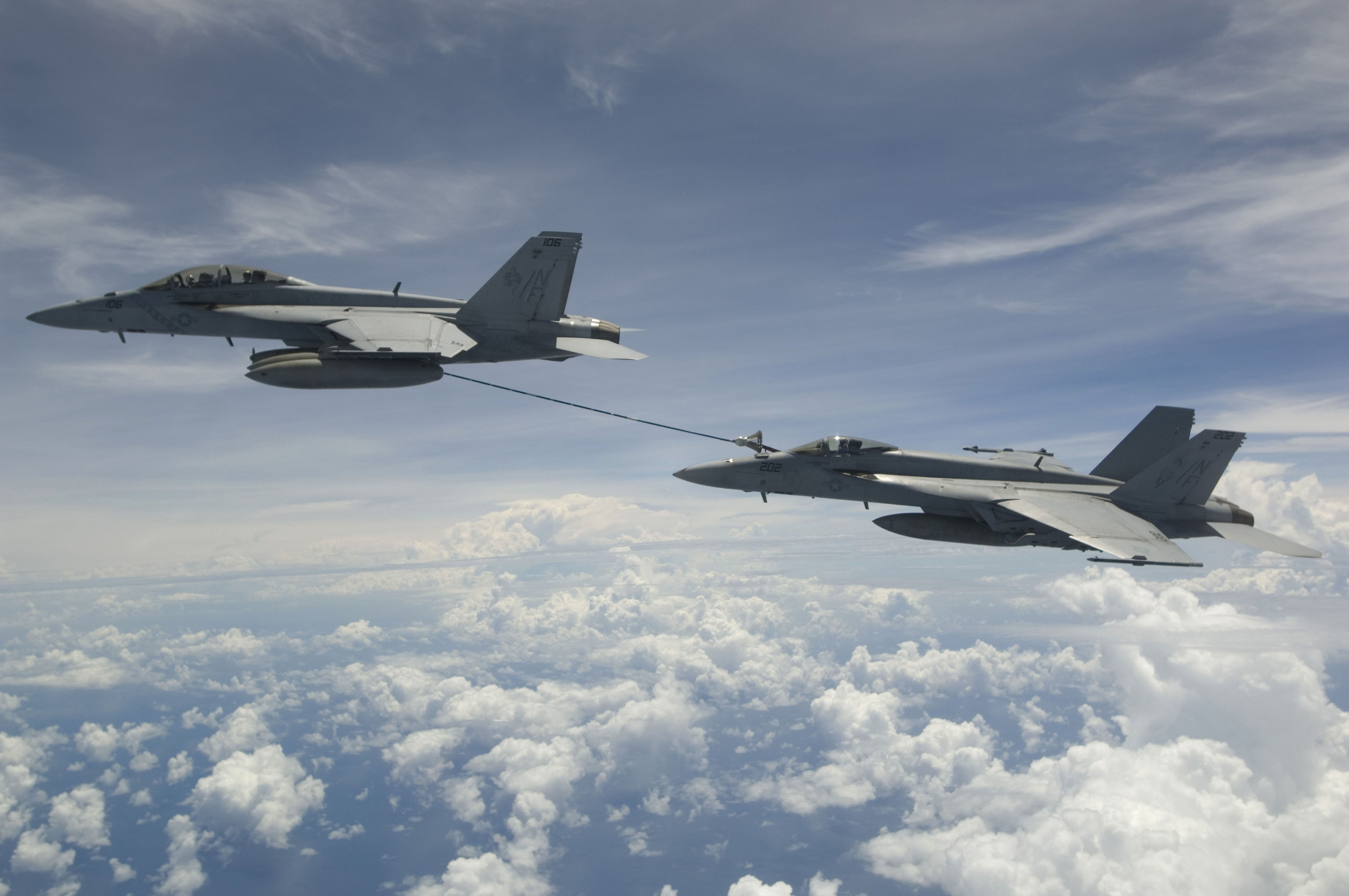
Un F/A-18 Super Hornet fent benzina des d'un altre F/A-18F.

Un avió d'abastament és un avió utilitzat per l'abastament en vol d'altres aeronaus.

## Sistemes d'abastament
Els avions d'abastament transfereixen el carburant per una llança periscòpica o amb mànega flexible. Amb el sistema de llança, el sistema es connecta físicament a l'avió receptor i es bomba el carburant des de l'avió cisterna. El sistema  Hose  implica que l'avió a recarregar intercepti la mànega i maniobri fins a posar-la en el seu receptacle: un cop connectada el pilot de l'avió receptor ha d'utilitzar una bomba per aspirar el combustible. Els avions cisterna solen tenir tots dos sistemes.
L'abastiment en vol és una operació complexa però atorga avantatges tàctiques importants: increment del radi d'acció. Per aquest motiu, els avions cisterna són militarment importants, ja que incrementen l'efectivitat de combat d'altres aeronaus.

## Avions d'abastament en servei en forces aèries
La USAF fa servir el KC-135 Stratotanker i KC-10 Extender. La força aèria dels marines nord-americans opta pels KC-130 Hèrcules. L'Armada dels Estats Units utilitza una versió modificada de l'avió per guerra submarina S-3 Viking, encara que ja planeja substituir-lo pel Boeing F/A-18E/F Super Hornet. Tant el Viking com el Super Hornet porten un dipòsit ejectable, de manera que una vegada que han abastit a altres avions poden deixar anar el dipòsit i actuar com avions de combat.
La força aèria russa utilitza el Ilyushin Il-78 i una versió modificada del Tupolev Tu-16.
La Royal Air Force està venent els seus veterans Bae Vickers VC10, sent reemplaçats per Airbus A310 MRTT.
La Luftwaffe utilitza una versió modificada de l'Airbus A310 modificació que combina capacitat per a missions de transport i abastament: Airbus A310 MRTT.
El Boeing 767 és la base per al futur avió d'abastament KC-767 que utilitzen la força aèria italiana, la japonesa i pròximament la Força Aèria Colombiana.
Actualment les Forces Aèries d'Espanya, Iran, Colòmbia, Brasil, Veneçuela, Xile, utilitzen aeronaus Boeing 707 com  avions nodrissa .

## Llista d'avions d'abastament

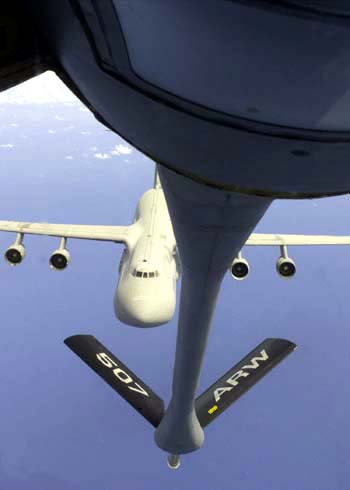
Un C-5 Galaxy s'aproxima a la perxa d'un KC-135R.

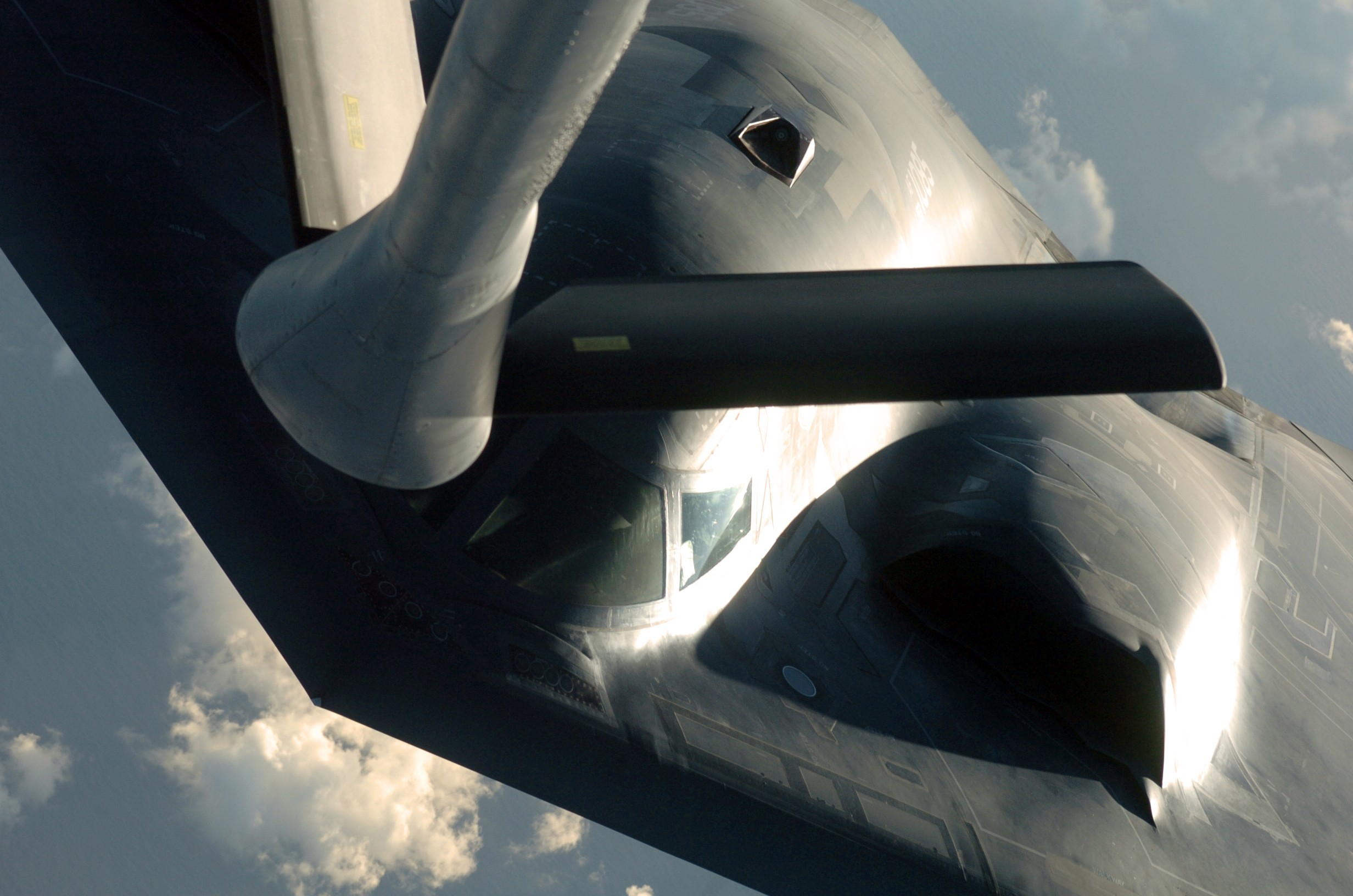
Un B-2 Spirit es prepara per ser abastit per un KC-135 R.

### Perxa i receptacle
- Boeing KB-29P  (retirat) 
  - Adaptat del bombarder B-29 Superfortress.
- Boeing KB-50  (retirat)
- Boeing KC-97 Stratotanker  (retirat)
- Boeing KC-135 Stratotanker 
  - El sistema de perxa pot ser adaptat al sistema de cistella.
  - Els models MPRS disposen de pods per al sistema de sonda i cistella a les puntes alars.
- McDonnell Douglas KC-10 Extender 
  - També disposa de sistema de mànega amb cistella.
  - Pot ser equipat amb dos PODS subalars WARP.
- Boeing KC-767
- Airbus A330 MRTT 
  - També pot equipar sistemes de cistella.

### Sonda i cistella
- Airbus A330 MRTT
- Airbus A310 MRTT 

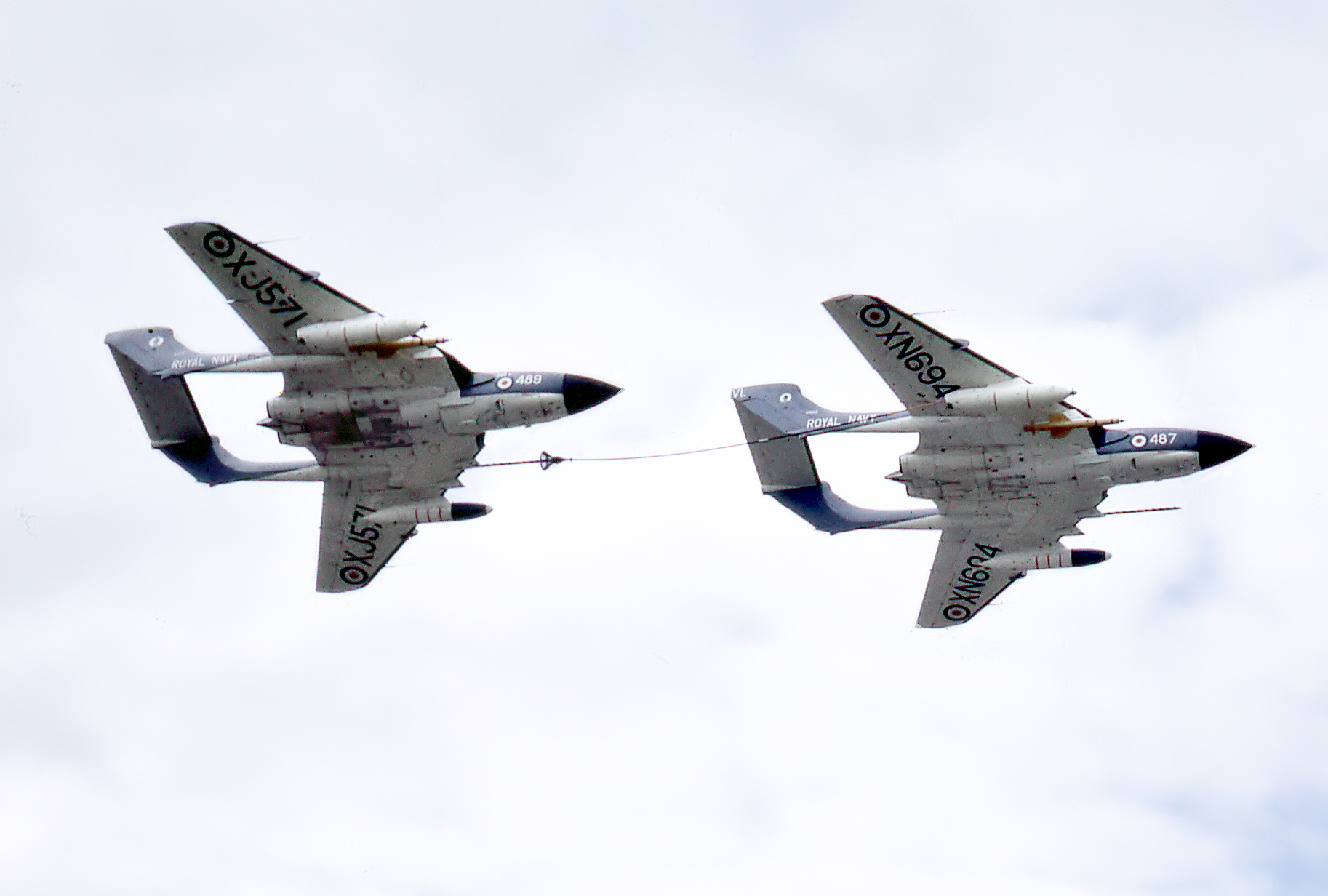
Un De Havilland Sea Vixen fent benzina des d'un altre De Havilland Sea Vixen mitjançant el sistema sonda i cistella, Farnborough Air Show, dècada de 1960.

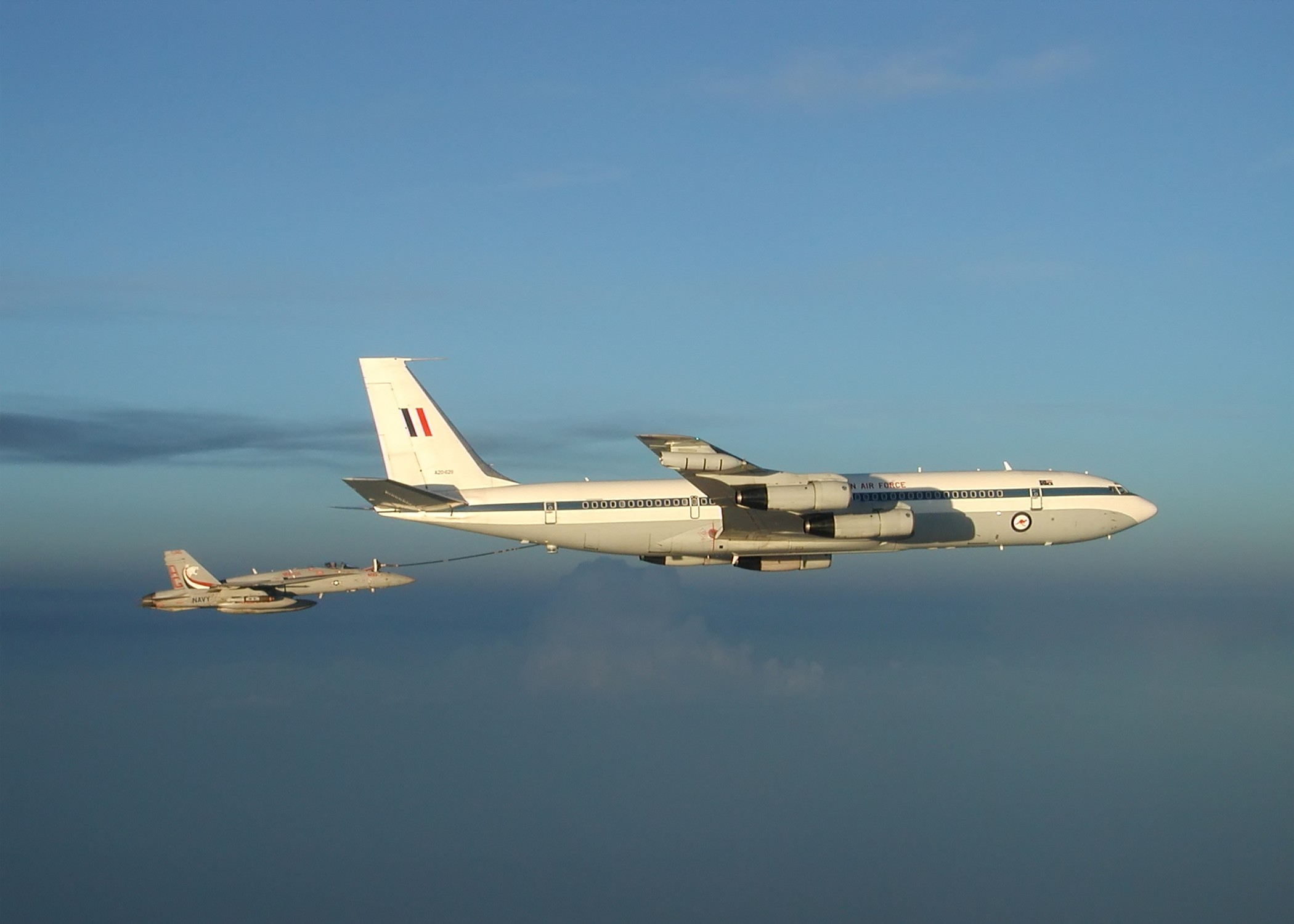
Un Boeing 707 Australià re-proveint a un caça F/A-18 de l'Armada nord-americana.

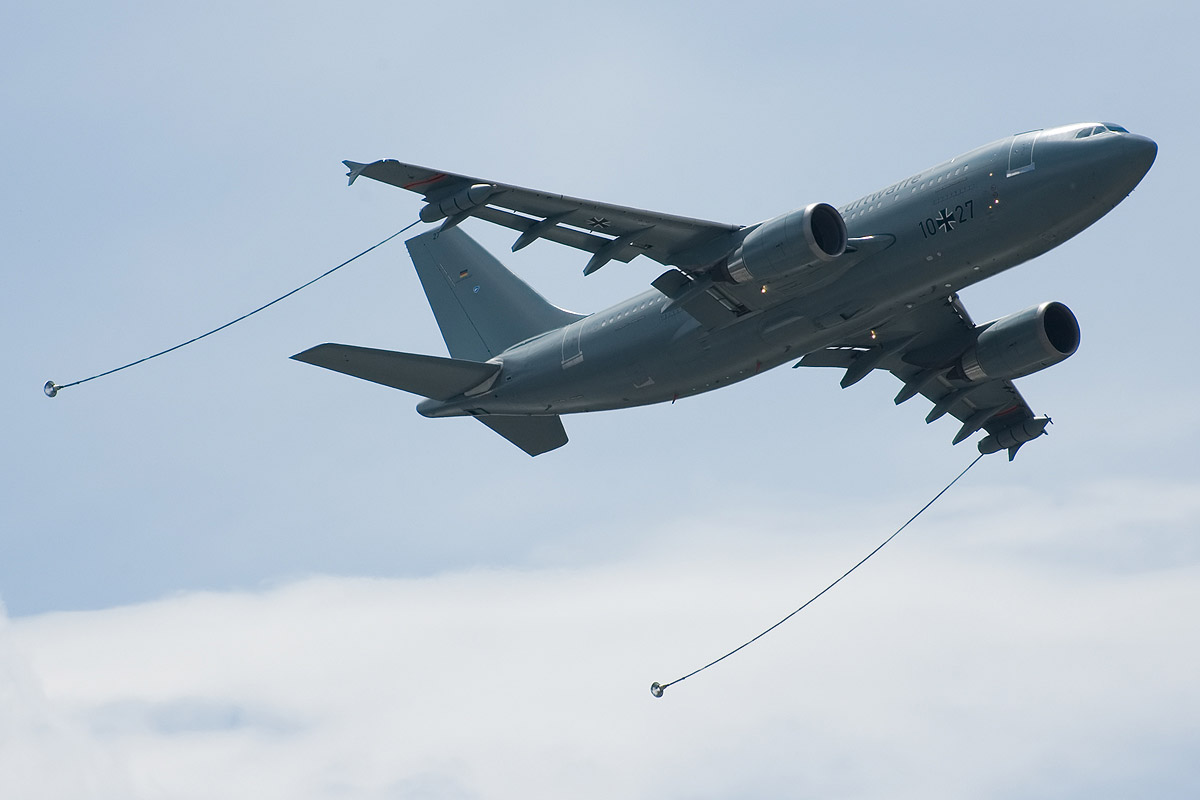
Airbus A310 MRTT de la Luftwaffe a punt per re-proveir a dues aeronaus, Paris Air Show 2007.

  - En servei a Alemanya i Canadà, en aquest últim sota la denominació CC-150 Polaris.
- Airbus A400M
- Avro Lancaster  (retirat) 
  - Es va utilitzar per a reproveir als Gloster Meteor en la dècada de 1940.
- Avro Lincoln  (retirat) 
  - Es va utilitzar per a reproveir als Gloster Meteor en la dècada de 1940.
- Avro Vulcan  (retirat) 
  - Modificat especialment per operar durant la Guerra de les Malvines.
- Blackburn Buccaneer  (retirat) 
  - Equipat amb pods d'abastiment.
- Boeing 707 
  - Usat per Austràlia, Brasil, Canadà, Itàlia (retirat), Espanya, Sud-àfrica i altres.
  - Els KC-135 Stratotanker utilitzats per França disposen d'adaptadors per al sistema de cistella.
  - CC-137 Husky del Canadà (retirat).
- Boeing KB-29m  (retirat) 
  - Adaptat del bombarder B-29 Superfortress.
- Boeing KB-50  (retirat)
- Lockheed HC-130  i  KC-130 Hercules
- Dassault Rafale 
  - Equipat amb pods d'abastament.
- Lockheed Tristar 
  - Variants K1 i KC1 de la Royal Air Force.
- Vickers Valiant  (retirat)
- Vickers VC-10
- Handley Page Victor  (retirat)
- Douglas KA-3B Skywarrior  (retirat) 
  - Variant cisterna del Skywarrior.
- Douglas A-4 Skyhawk 
  - Equipat amb pods d'abastament.
- Grumman KA-6D Intruder  (retirat) 
  - Variant cisterna de l'Intruder. Les variants d'atac també podien reproveir en vol sent equipats amb pods d'abastiment.
- LTV A-7 Corsair II  (retirat als Estats Units) 
  - Equipat amb pods de re-proveïment a l'Armada dels Estats Units i a la força aèria de Grècia.
- Lockheed S-3 Viking  (retirat) 
  - Equipat amb pods d'abastament.
- Boeing F/A-18E/F Super Hornet 
  - Equipats amb pods d'abastament.
- Ilyushin Il-78
- Myasishchev M-4-2 i 3ms-2 
  - Adaptació dels bombarders M-4 i 3M.
- Tupolev Tu-16N  (i Tu-16Z amb sistema de re-proveïment ala-ala) 
  - Xian Hong-6U a la Xina.
- Sukhoi Su-24M 
  - Equipat amb pods d'abastiment amb el contenidor UPAU.
- Dassault Super Etendard 
  - Equipat amb pods d'abastiment.
- Sukhoi Su-33 
  - Equipat amb pods d'abastiment.
- Mikoyan MiG-29K 
  - Equipat amb pods d'abastiment.